# Vodní dýmka

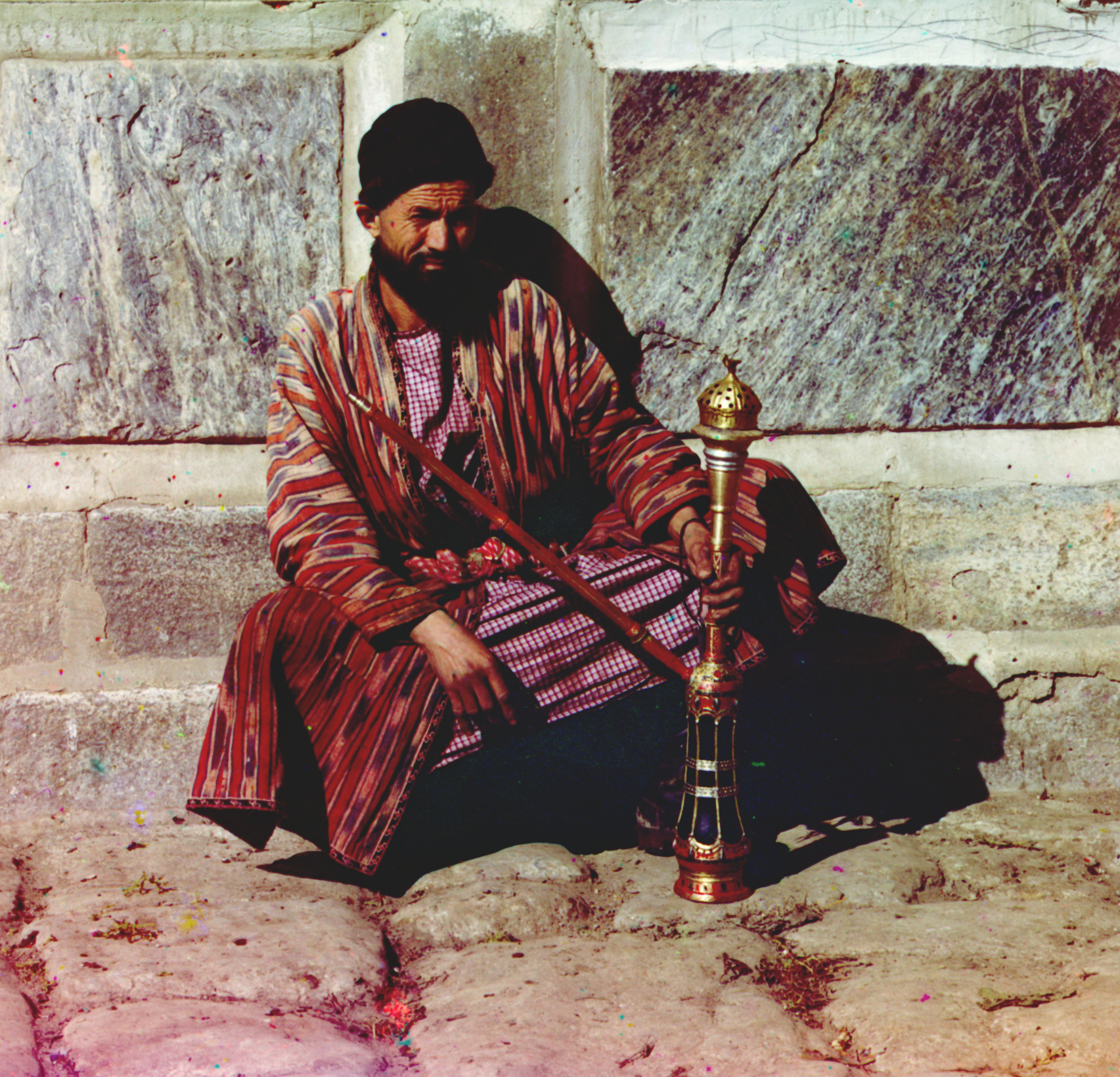
Muž držící vodní dýmku

Vodní dýmka, slangově vodárna, farec, vodnice nebo šíša, je zařízení používané ke kouření. Funguje na principu filtrace a ochlazování kouře přes vodní filtr. Místo původu není známé, předpokládá se ale, že ji vynalezli Peršané. Později se rozšířila do Arábie, na Střední východ, do Asie a do severní Afriky. Oblíbená je rovněž v Evropě a Severní Americe.
Jako kuřivo se ve vodní dýmce používá tabák smíšený s melasou a glycerinem, který je vlhký a mazlavý a při hoření silně dýmá. Tabák se dodává v mnoha příchutích. K zahřívání tabáku se používá kokosové uhlí, případně dřevěné, v nejzazším možném případě rychlozápalné (tzv. RZU) dřevěné uhlí. Stejné uhlíky (bez rychlozápalných směsí) se používají do kadidelnic a vonných lamp. Doba kouření je přímo úměrná výdrži uhlíků a hlavně intenzitě kouření. Výdrž kokosového uhlí je přibližně 90–120 minut  a rychlozápalných uhlíků okolo 30–60 minut. Vodní dýmky mají několik modifikací. Mezi známé patří bong, který se využívá ke kouření marihuany.
Velikost vodní dýmky se může pohybovat od 15 cm (což jsou obvykle nefunkční exempláře zejména pro turisty) až po 2 metry (varianta pro více kuřáků). Běžná velikost je zhruba do 70 cm. Existují i varianty, kdy z jedné dýmky vede až 6 hadic („šlauchů“), což umožňuje kouřit více lidem najednou.
Vodní dýmky bývají často velmi zdobné a díky tomu i cenově značně rozdílné. I nejlevnější exempláře mívají alespoň zdobnou hadici („šlauch“). Ty nejdražší mají jemné tepání těla, tácku a kleštiček a složitě malovanou a tvarovanou karafu. 
V minulosti bylo kouření vodní dýmky výsadou mužů. S rozšířením vodních dýmek do Evropy a Ameriky došlo k zrovnoprávnění. 

## Části vodní dýmky

### Karafa (také váza)

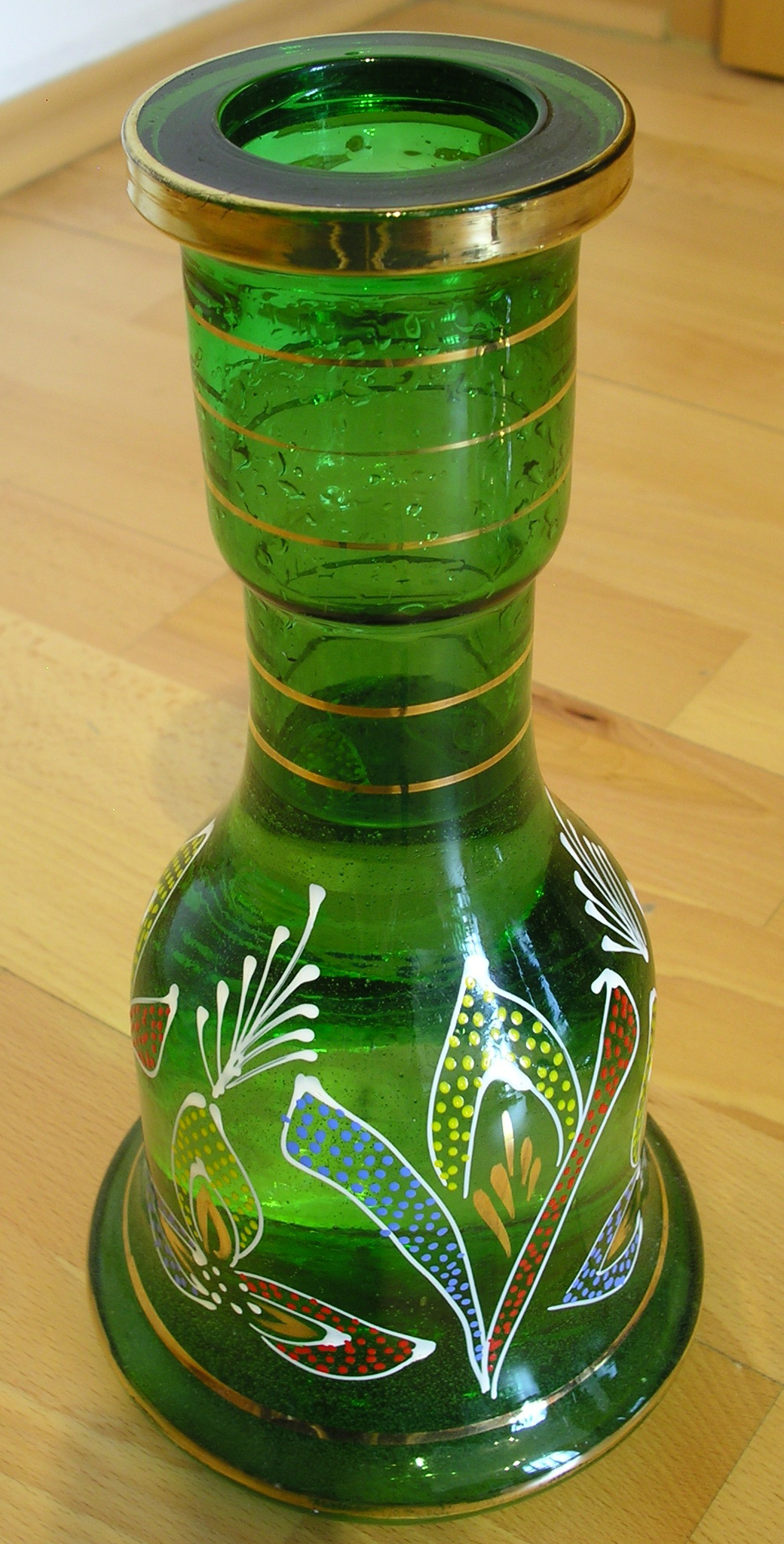
Karafa

Většinou skleněná nádoba, která se naplňuje vodou. Nicméně mohou být i ze dřeva či keramiky. Plní se tak, aby trubice (downstem) byla ponořena přibližně 1–2 cm pod hladinu vody. Může mít různé tvary a barvy. Ke spojení těla a vázy dochází vsunutím přes těsnění, šroubováním či bajonetovým spojem (click systém).
Karafy bývají vyrobeny nejen tak, aby dobře ochlazovaly kouř, ale také pro potěchu oka. Proto je možné je koupit ve všech možných barvách a tvarech. Optimální je ale dýňovitý tvar z čirého nebo alespoň průhledného skla – je snadno vidět výška vody v nádobě a její zabarvení. U menších váz může docházet k rychlejšímu ohřevu vody a tím ke zhoršení celého požitku z kouření, je tedy vhodné vodu měnit po každém kouření. 

### Tělo

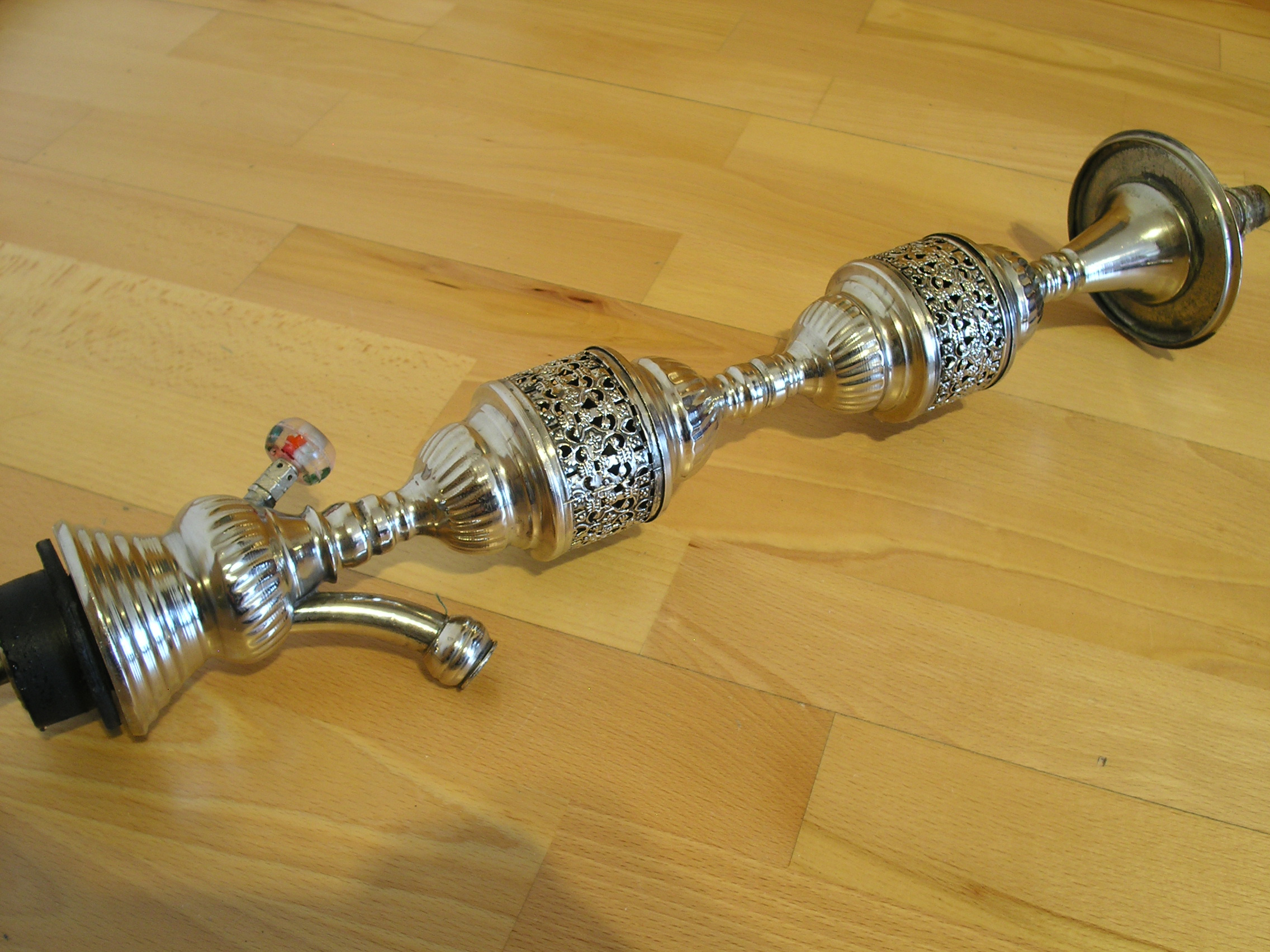
Kovové tělo vodní dýmky

Těla vodních dýmek se vyrábí nejčastěji z mosazi, nerezové oceli, hliníku, skla a podobně. Tělo je vyrobeno ze dvou částí: ze srdce a smokestemu. Smokestem vede kouř z korunky do karafy, kde je spodní část ponořená do vody. Kouř, který projde přes vodu kde se ochlazuje, je poté veden skrz srdce dýmky, které je tvořeno rozšířenou částí těla v místě, kde se nasazuje na karafu, dál do šlauchu.
Tradičně bývá tělo zdobeno tepáním či korálky, někdy dokonce vykládáno dřevem či drahými kameny. Moderní dýmky pak naopak bývají pojaty v jednodušším a méně zdobeném stylu s důrazem na funkčnost.

### Hadice

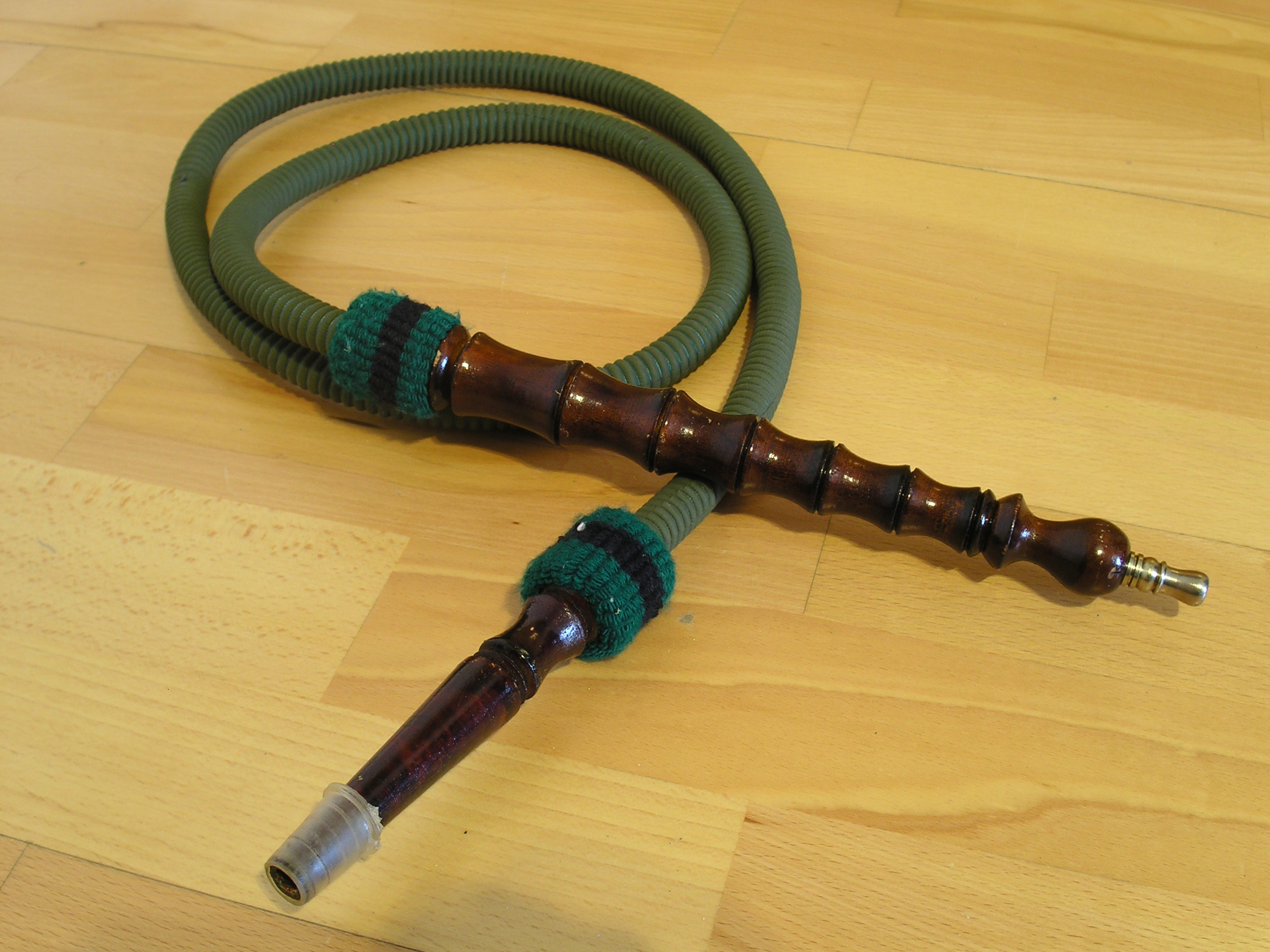
Hadice vodní dýmky („šlauch“)

Hadice, hovorově „šlauch“ se napojuje na tělo dýmky a kuřák jí nasává kouř. Skládá se ze samotné hadice a dvou koncovek, z nichž jedna se zasazuje do dýmky a druhou si kuřák vkládá do úst. Nejčastěji je vyrobena z papíru, obtočeného kovovou pružinou a obaleného textilií. Tyto hadice nejsou proplachovatelné a je vhodné ihned vyměnit za kvalitnější vymyvatelné, jelikož papírové mají tendenci rezivět, kdy může docházet až k vdechování částeček rzi. Proplachovatelné hadice bývají vyrobeny z PVC, silikonu či velbloudí kůže. Koncovky (náustky) jsou vyráběny z různých materiálů od dřeva, skla, kovu, plastu až po kámen. Vnitřní materiál má mimo jiné vliv na chuť tabáku, jelikož se v něm zachytávají částečky kouře a jen některé druhy hadic se dají uvnitř čistit.

### Korunka
Korunka je nasazena na tělo dýmky přes gumové či jiné těsnění. Korunky se dělí do několika typů – phunnel, vortex, klasický egyptský kotlík a ještě několik dalších: 
- klasický egyptský kotlík má miskovitý tvar na tabák a vespod má díry
- phunnel má uprostřed komínek s jednou dírou
- vortex má uprostřed komínek, který má pod svým koncem několik dírek, díky tomu je lepší proudění teplého vzduchu.

Materiálem bývá nejčastěji keramická hlína, která může i nemusí být glazurovaná. Dále se používají materiály jako je šamot, silikon, sklo či kámen.
Korunka se překrývá alobalem, který se pravidelně proděraví. Na tento povrch se pokládají žhavé uhlíky. Většinou se doporučuje dát mezi uhlíky a alobal alobalovou spirálku. Díky tomu nezhasínají uhlíky a hlavně se nepřepaluje tabák. Takto se vypařuje melasa a uvolňuje se hustý dým. Ten putuje tělem, přes vodu a hadici až do plic. Využívají se i náhrady alobalu (HMS – Heat Management System) jako je nejznámější Kaloud lotus, Badcha a podobně.

### Tarbuš
Často označován česky jako závětří. Tarbuš je plechová krytka, která brání teplu unikat do okolí a soustřeďuje jej u korunky, čímž se zlepšuje ohřev tabáku. Hodí se během počátečního roztahávání dýmky a když uhlíky ztrácejí svou výhřevnost. Během kouření se tarbuš používat nedoporučuje, jelikož může dojít k nežádoucímu připálení tabáku.

## Tradice
V Česku se vodní dýmky kouří často v čajovnách.

## Kouření vodní dýmky v Česku
Vodní dýmka se v Česku kouří převážně v čajovnách, v shishabarech a tzv. „dýmkárnách“ (hookah lounge).[zdroj⁠?!] Jednu dýmku může kouřit i několik lidí, to z kouření dělá určitý rituál; lidé, kteří si říkají dýmkaři a umějí si dýmku vychutnat, však obvykle ctí pravidlo jeden člověk – jedna dýmka. Minimální věk kuřáka vodní dýmky je dle zákona 18 let jelikož se jedná o tabákový výrobek (stejná pravidla platí i u nenikotinových směsí tzv. kamínků). Neplatí, že je nutné k vodní dýmce pít silně slazený čaj, protože máte „dýmem otupené chuťové pohárky“. I když silný čaj může částečně pomoci k vyrovnání tlaku, který dýmka snižuje. K dýmce se pije v čajovnách čaj, jinde běžné nealko, pivo, koktejly a drinky. K dobře připravené dýmce si dýmkař samozřejmě vychutná jak kvalitní čaj, tak třeba dobré víno.

## Zdravotní rizika kouření vodní dýmky

### Přenos infekčních onemocnění
Sdílení vodní dýmky více lidmi je spojené s rizikem přenosu infekčních nemocí. Zdokumentován byl přenos plicní tuberkulózy ve skupině kuřáků stejné vodní dýmky. Ale existuje také riziko přenosu chřipky, oparů nebo žloutenky.

### Škodlivé chemikálie obsažené v kouři
Často diskutovaná je škodlivost vodní dýmky v porovnání s cigaretami, v tomto ohledu se o objasnění situace postaral výzkumný tým z Americké univerzity v Bejrútu (American University of Beirut/AUB) a University Svatého Josefa (St. Joseph University in Beirut/USJ).[zdroj⁠?!] Výzkumy ukázaly, že kouř z vodní dýmky obsahuje velké množství chemických látek, které můžeme nalézt ve škodlivém cigaretovém kouři. Výsledky popírají, že by vodní dýmka byla zdravotně nezávadná. Průzkum AUB, který byl zveřejněn v roce 2003 v lednovém vydání Food and Chemical Toxicology: dehet, nikotin a těžké kovy obsažené v kouři vodní dýmky, vycházejícím z výzkumného kouřícího zařízení (k výzkumu byl použit obvyklý melasový tabák). Měření byla provedena za účelem popsání průměrné škodlivosti kouření vodní dýmky v závislosti na množství a délce tahů a na časových intervalech mezi jednotlivými tahy.
| Látka           | Dýmka      | Cigareta | Skupina |
| --------------- | ---------- | -------- | ------- |
| Nikotin [mg]    | 2,25       | 0,1–2,5  | 2b      |
| Dehet [mg]      | 224        | 1–35     | 2a      |
| Benzopyren [ng] | 52         | 20–45    | 1       |
| Arsen [ng]      | 165        | 40–120   | 1       |
| Berylium [ng]   | 65         | 300      | 1       |
| Nikl [ng]       | 990        | >600     | 2b      |
| Kobalt [ng]     | 70         | 0,13–0,2 | 2b      |
| Chrom [ng]      | 1340       | 4–70     | 1       |
| Olovo [ng]      | 6870       | 34–85    | 2b      |
| Rtuť [ng]       | nezjištěna | 32–95    | 3       |

Skupiny:
- 1 – látka je pro lidský organismus karcinogenní
- 2a – látka je pravděpodobně pro lidský organismus karcinogenní
- 2b – látka by mohla být pro lidský organismus karcinogenní
- 3 – látka není řazena mezi karcinogeny

Výsledky ukázaly, že nahromaděný kouř ze 100 tahů obsahuje nikotin, dehet a karcinogenní těžké kovy v alarmujících hodnotách, v mnoha případech několikrát přesahujících hodnoty obsažené v cigaretách. Spolu s oxidem uhelnatým, který nebyl v průzkumu měřen, jsou dehet a nikotin považovány za hlavní příčiny kuřáckých onemocnění (rakovina jazyka, rakovina plic, rakovina močového měchýře, onemocnění srdce atd.).
Přestože se dehet v kouři vodní dýmky vyskytuje v násobných hodnotách ve srovnání s cigaretovým kouřem, autor studie Dr. Alan Shihadeh, asistující profesor na AUB-ústředí mechanického inženýrství, výsledky výzkumu upřesňuje: V kouři získaném ze 100 tahů z vodní dýmky se sice vyskytuje více dehtu než ve 20 cigaretách, ale cigaretový dehet má jiné složení. To je způsobeno rozdílnou teplotou spalování tabáku. Při kouření vodní dýmky dosahuje teplota tabáku přibližně 150–200 °C, zatímco u cigaret byla naměřena teplota tabáku až 900 °C. Lze tedy předpokládat, že větší část kouřových kondenzátů (v případě dýmek) vzniká prostou destilací, nikoliv pyrolýzou (tepelným rozkladem) a spalováním. Výzkumy tabákových kondenzátů vzniklých tepelným rozkladem ukazují, že tvorba nádorů a četnost vzniku mutagenů stoupá zároveň s teplotou pyrolýzy. Ve studii USJ, Dr. Chawky Harfouch a Dr. Negib Greahchan měřili hodnotu nikotinu a polycyklických uhlovodíků obsažených v kouři vodní dýmky při užití melasového tabáku. Stejně jako ve studii AUB, z průzkumu vyplynulo, že voda část nikotinu zachytí, ale nezachytí rakovinotvorné benzo(a)pyreny, klíčové složky dehtu a silné karcinogeny. Dr. Harfouch vycházel z jiných výzkumů a studií, které poukazují na stejnou hladinu nikotinu v krvi kuřáka vodní dýmky a cigaret. Dr. Harfouch zjistil, že kuřák vodní dýmky však musí vykouřit více tabáku než kuřák cigaret, aby dosáhl stejných hodnot nikotinu v krvi. Tím je vystaven vyššímu množství škodlivých látek. Přesto, že studie USJ a AUB používaly rozdílné způsoby kouření, dosáhly stejného výsledku: Voda částečně zachytí nikotin v kouři, ale na karcinogenní složky dehtu má jen velmi malý vliv. Dr. Samer Jabbour kardiolog, praktický lékař a ředitel „Protikuřáckého programu“ (Quit smoking program) na AUB poznamenává: „Důsledky malého množství nikotinu ve vodní dýmce jsou sice neznámé, ale není vyloučeno, že opakované užívání může vést k závislosti.“ V každém případě opakované užívání vodní dýmky může zvýšit riziko rakoviny.[zdroj⁠?!]
Tyto výzkumy je ovšem nutno brát pouze jako čistě orientační – byly dělány pro přesné podmínky, neznáme typ použitého tabáku, dýmky ani uhlíků. Kouření vodní dýmky je bezpochyby zdraví škodlivé, nicméně nelze použít čísla a data pouze z této studie.[zdroj⁠?!]
K určení přesných patologických jevů na organismus člověka by bylo nutno tyto výzkumy provádět pro různé scénáře, za použití různých kvalitních uhlíků a tabáku.[zdroj⁠?!]

## Galerie

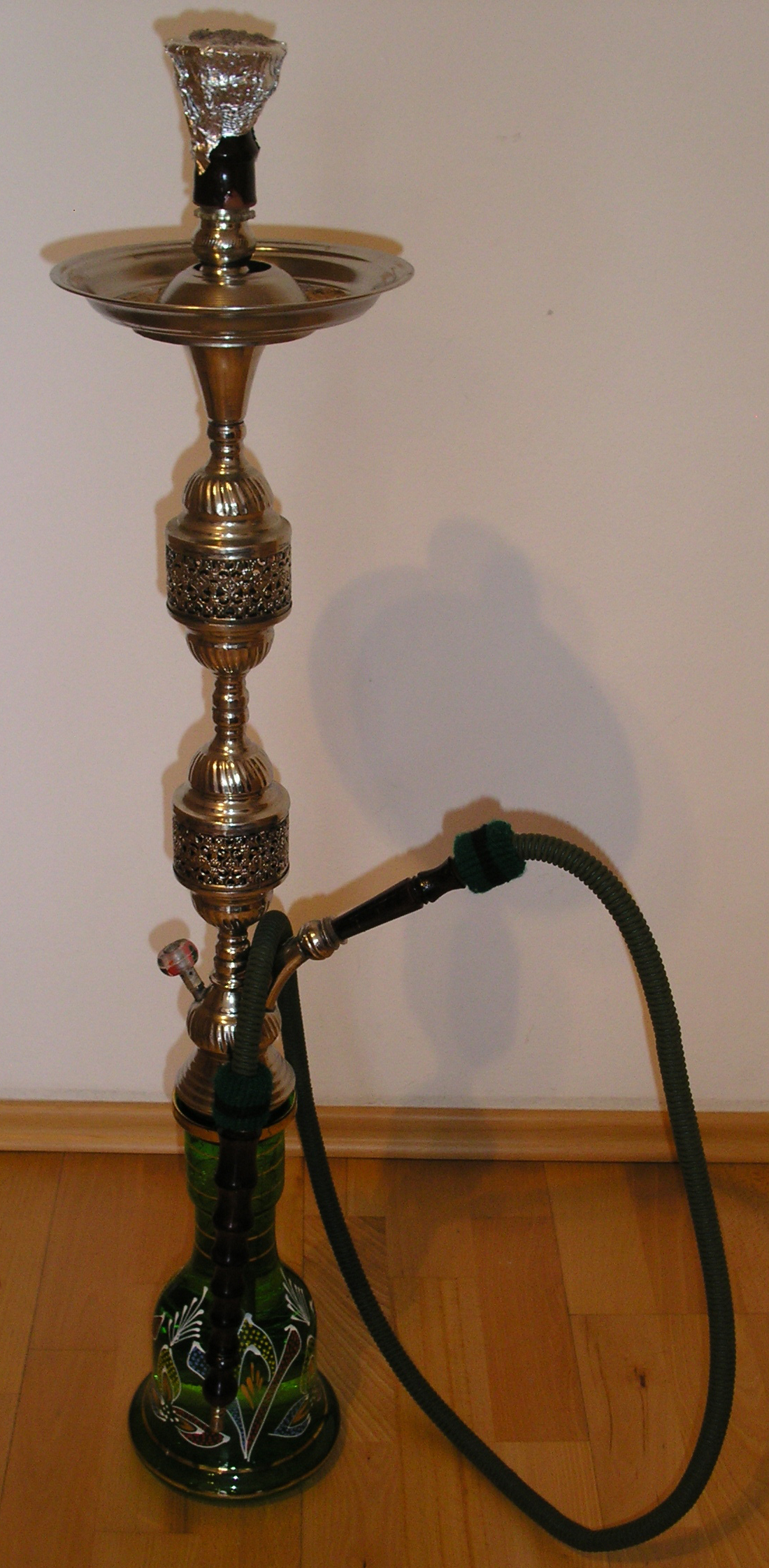
Celá sestavená vodní dýmka
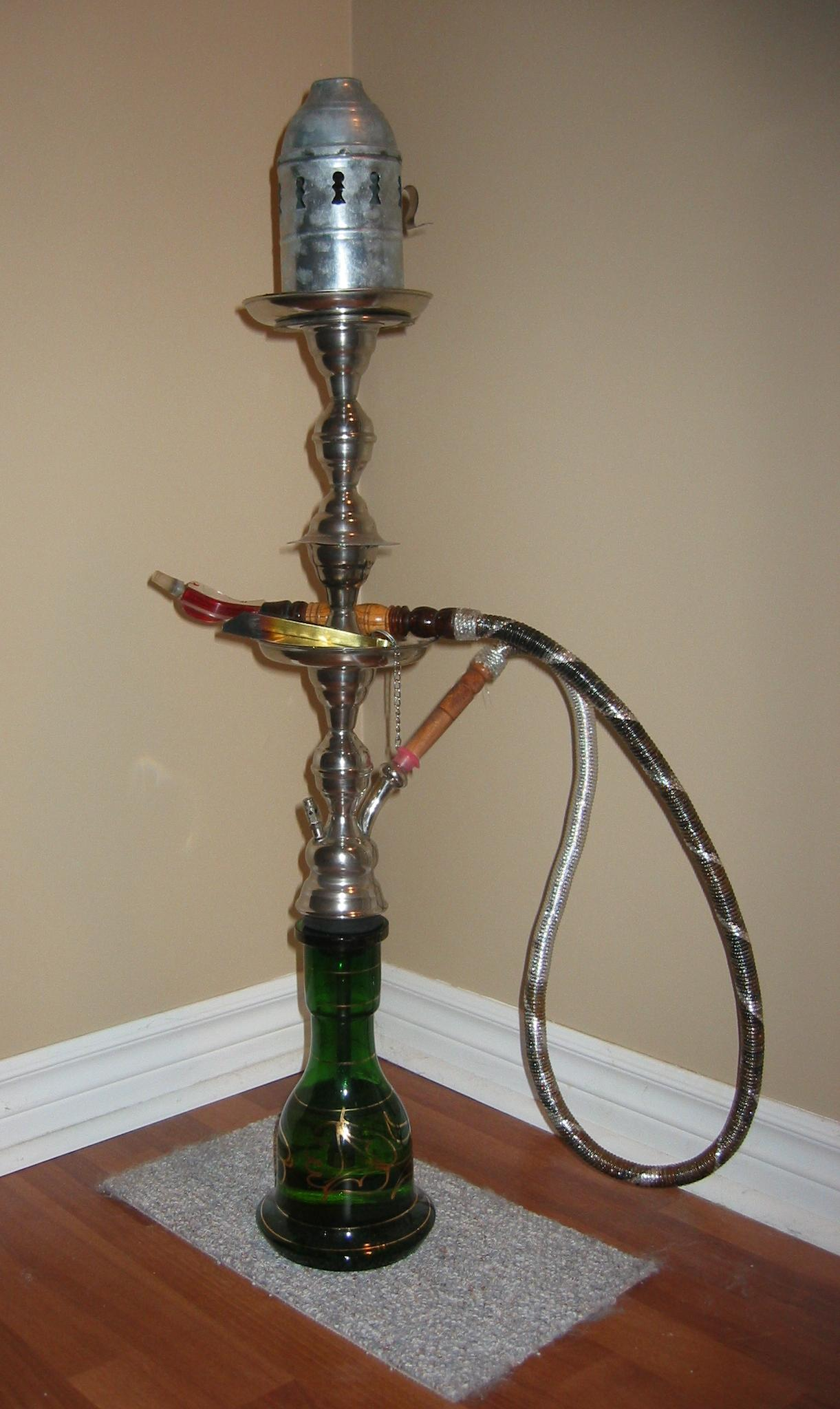
Egyptská vodní dýmka
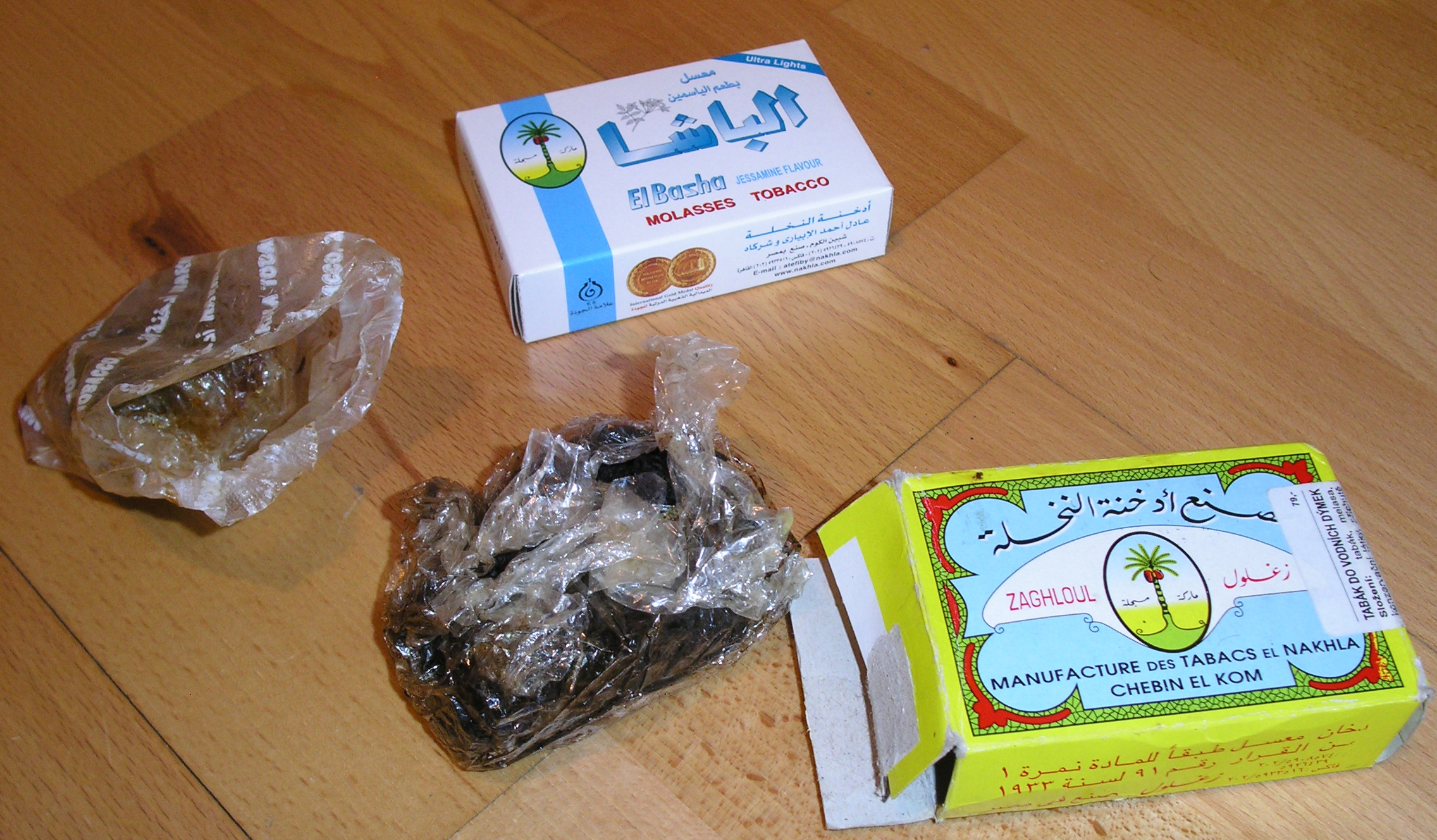
Tabák do vodní dýmky
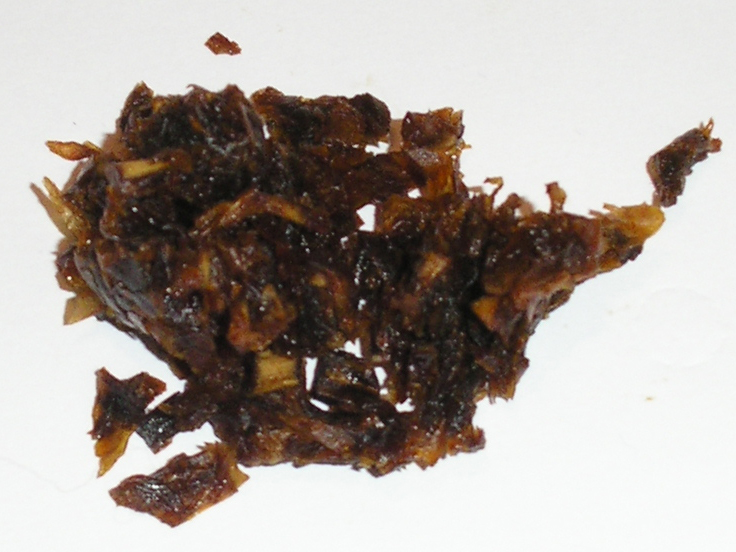
Detail tabáku do vodní dýmky, kde je dobře vidět jeho specifická konzistence
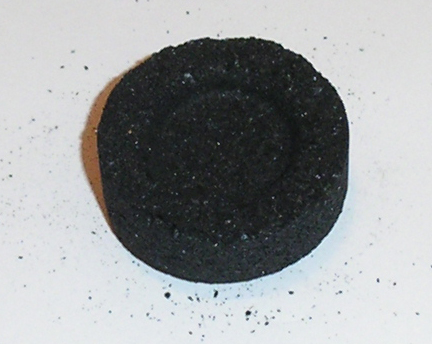
Rychlozápalné dřevěné uhlí používané k zapalování vodních dýmek
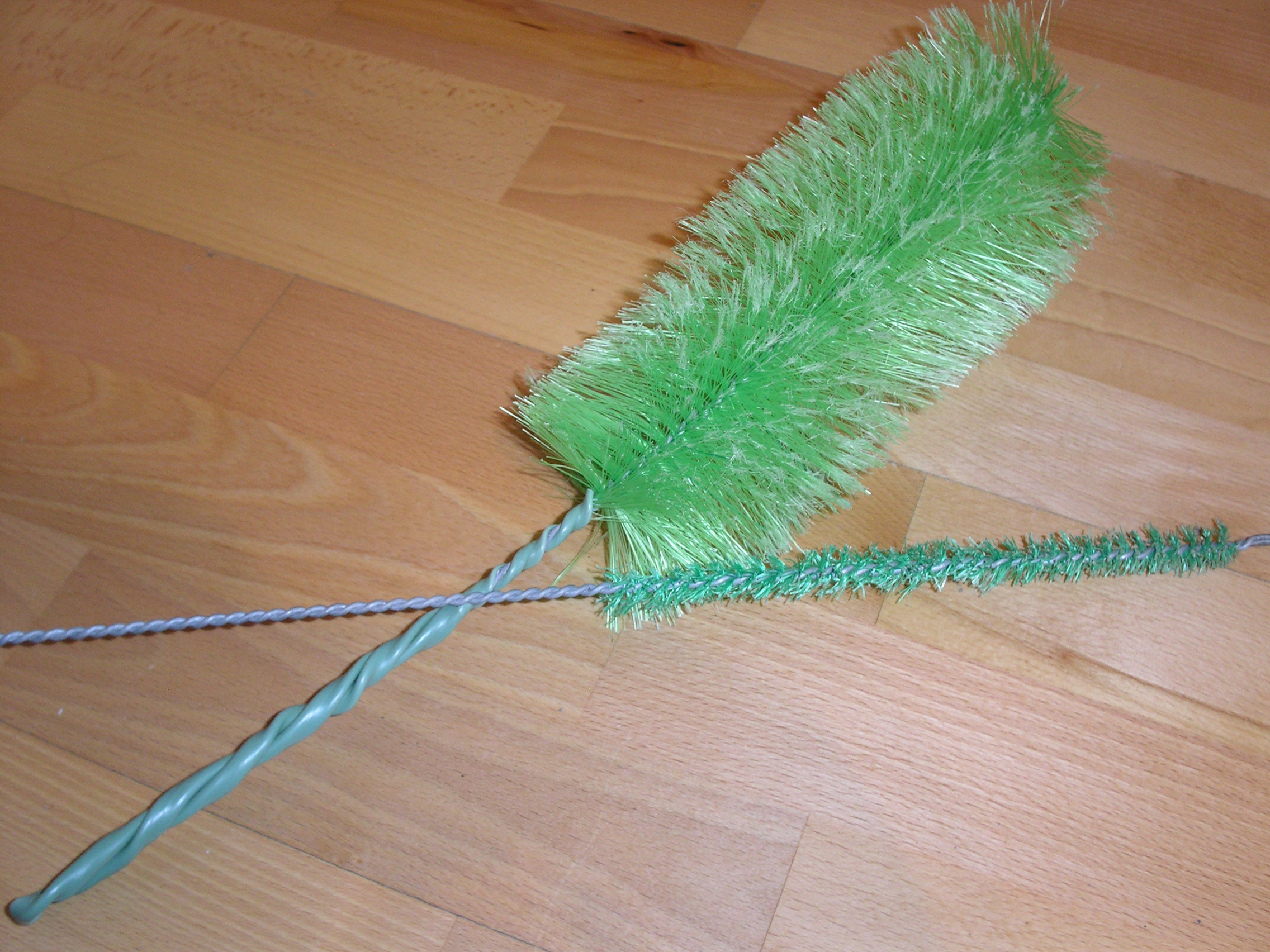
Náčiní určené k čištění vodní dýmky
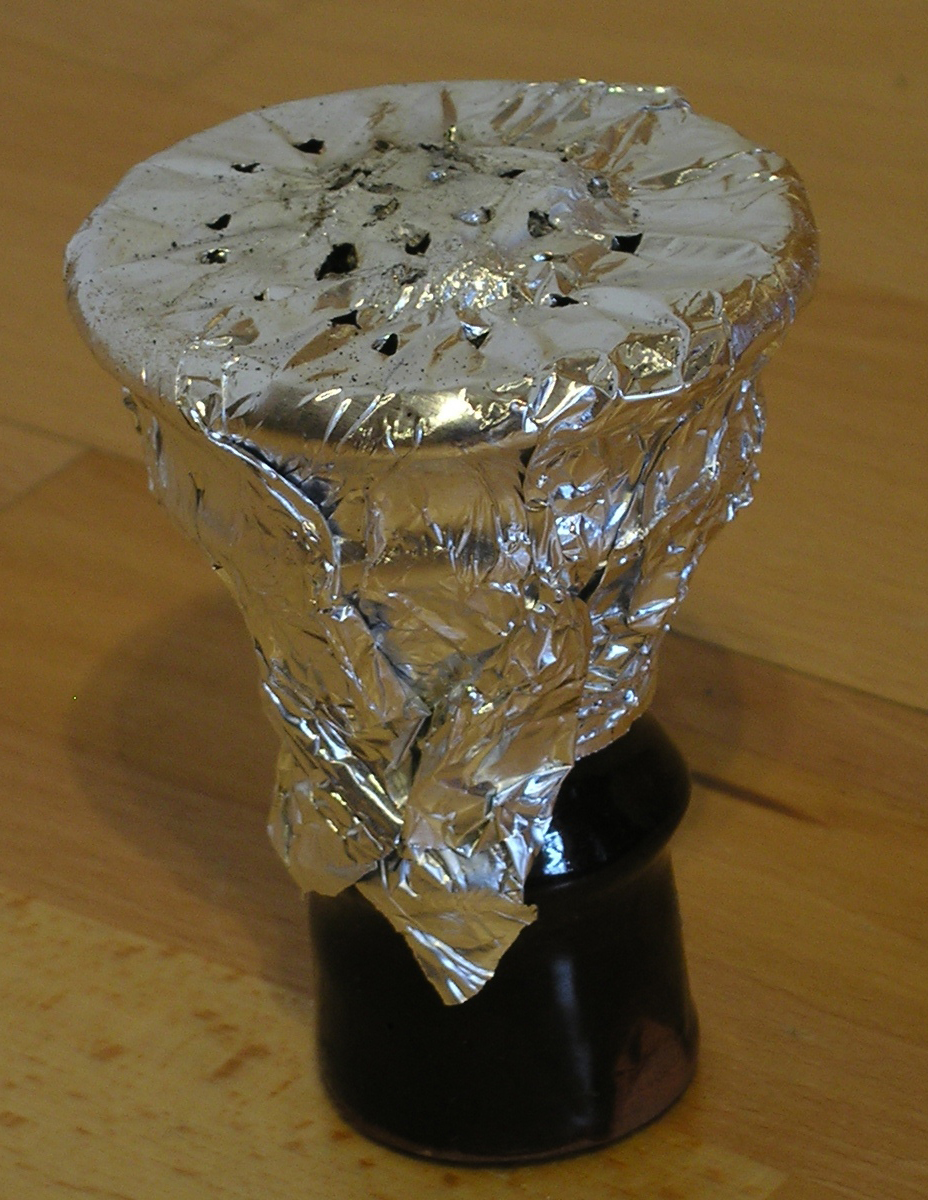
Korunka vodní dýmky naplněná tabákem a připravená k zapálení.
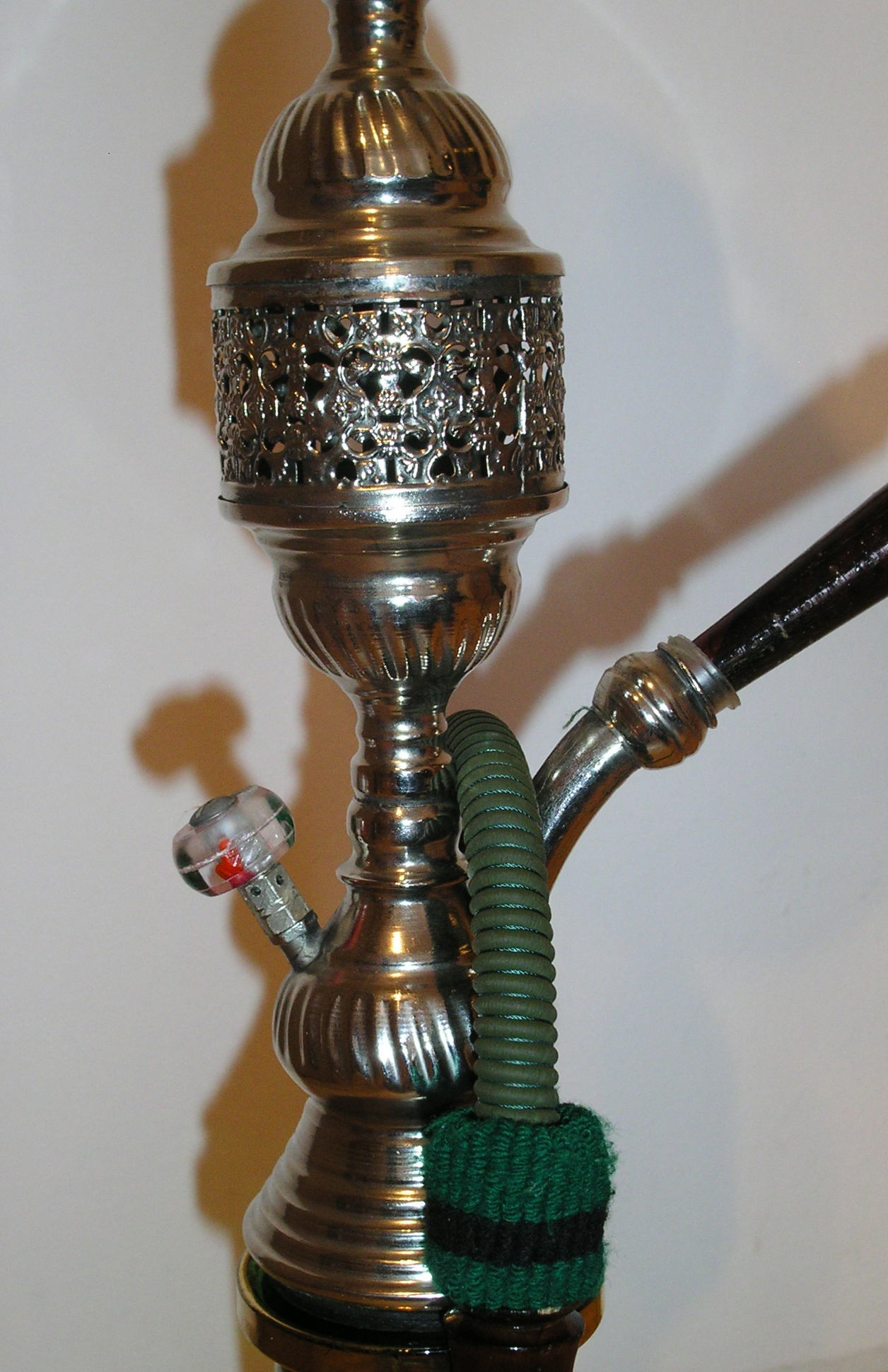
Srdce vodní dýmky, místo kde se střetává filtrovaný s nefiltrovaným kouřem
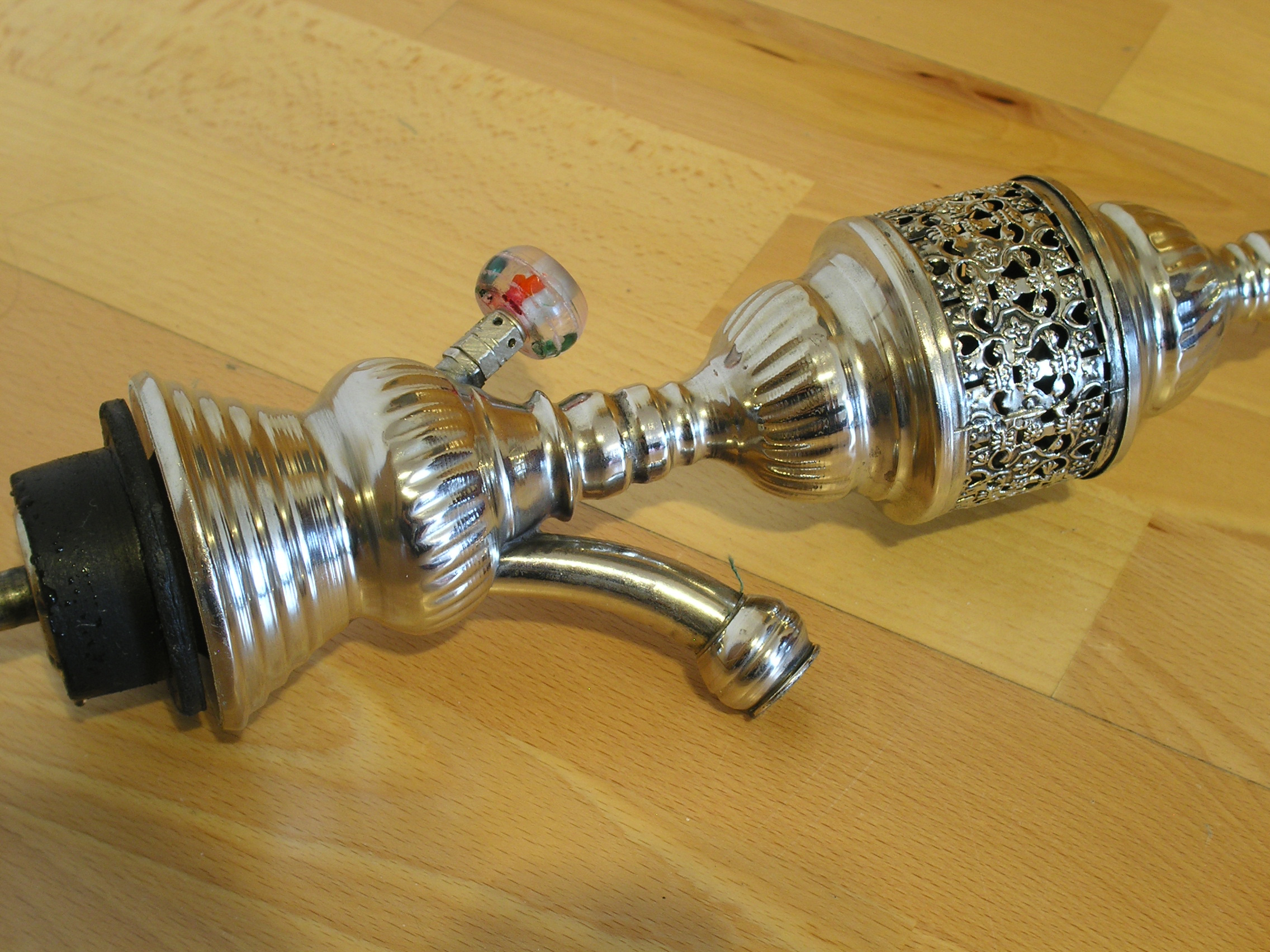
Detail srdce vodní dýmky
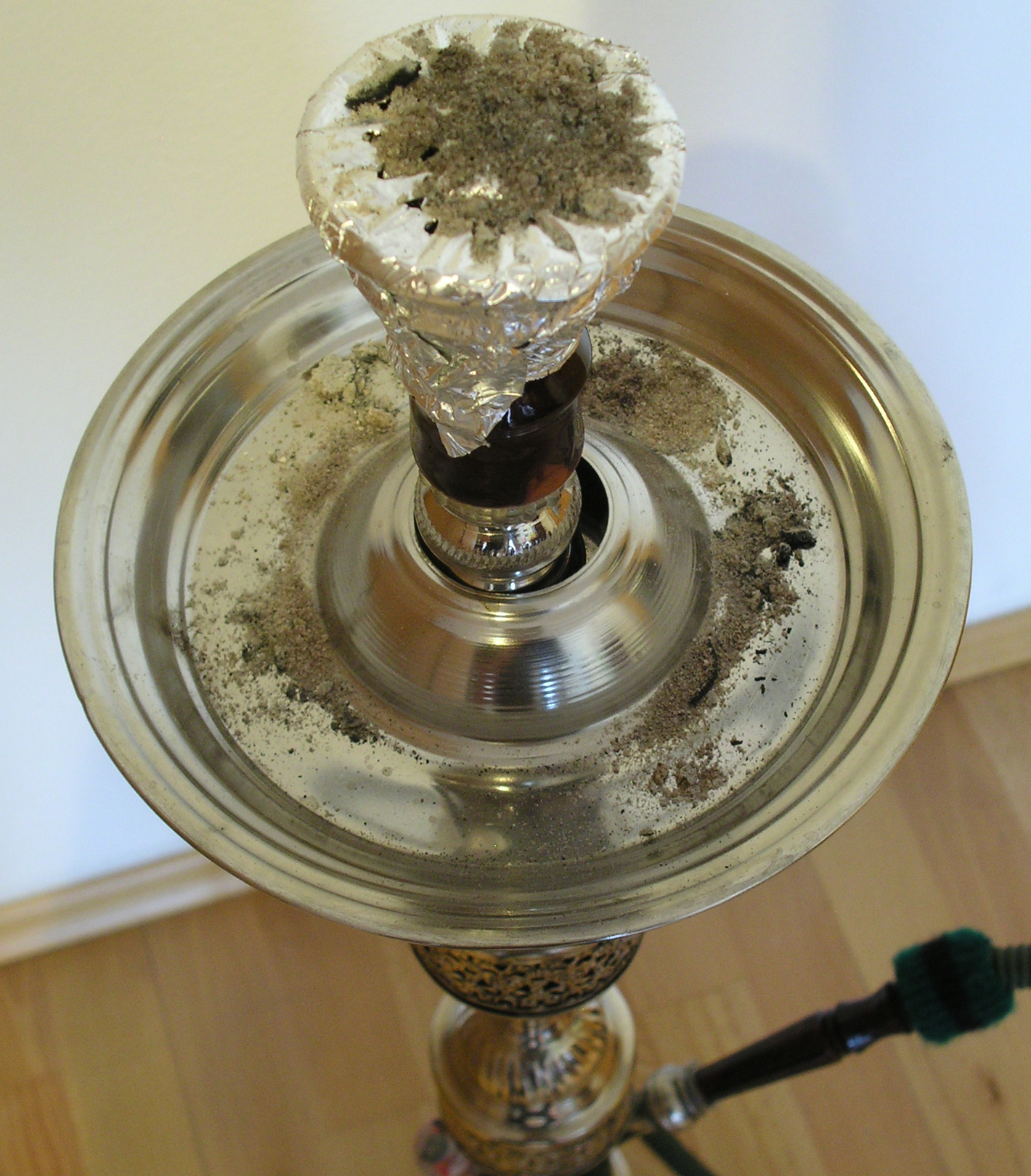
Vrchní část vodní dýmky
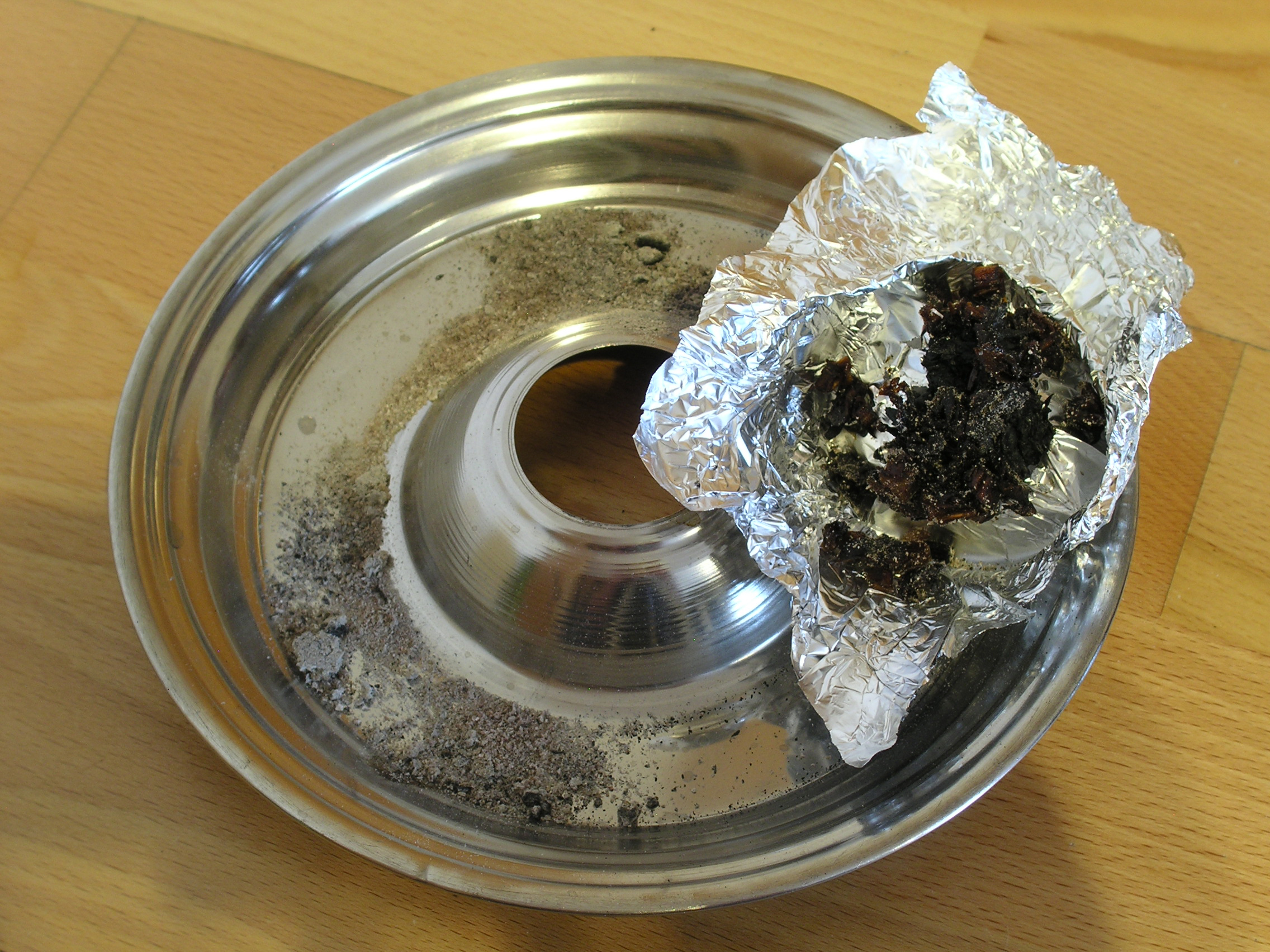
Zbytky po kouření vodní dýmky: popel, spálený tabák